# Pieni Vatjusjärvi
Pieni Vatjusjärvi eller Vähä Vatjusjärvi är en sjö i Finland. Den ligger i kommunen Haapavesi i landskapet Norra Österbotten, i den centrala delen av landet, 400 km norr om huvudstaden Helsingfors. Pieni Vatjusjärvi ligger 109,8 meter över havet. Den är 4 meter djup. Arean är 1,02 kvadratkilometer och strandlinjen är 5,47 kilometer lång. Sjön  ingår i Pyhäjoki älvs huvudavrinningsområde.   Den ligger vid sjön Iso Vatjusjärvi. I omgivningarna runt Pieni Vatjusjärvi växer i huvudsak blandskog.
I övrigt finns följande vid Pieni Vatjusjärvi:
- Iso Vatjusjärvi (en sjö)